# Troy Kemp
Troy Kemp (Nasáu, Bahamas, 18 de marzo de 1966) es un atleta bahameño, especializado en la prueba de salto de altura en la que llegó a ser campeón mundial en 1995.

## Carrera deportiva
En el Mundial de Gotemburgo 1995 ganó la medalla de oro en el salto de altura, con un salto de 2.37 metros, quedando por delante del cubano Javier Sotomayor (plata también con 2.37 metros en más intentos) y polaco Artur Partyka, bronce con 2.35 metros.